# Зыкунов, Иван Павлович
Иван Павлович Зыкунов (1900, Колпино, Санкт-Петербургская губерния — 12 декабря 1956, Ленинград) — советский военачальник, дивизионный комиссар, начальник отдела руководящих партийных органов (политотдела) Управления ПВО РККА.

## Биография
Родился в 1900 году, в Колпино, в Царскосельском уезде, в Санкт-Петербургской губернии, в Российской империи. По национальности русский. Член РСДРП(б) с 1919 года.
Проходит военную службу на политических должностях в Красной Армии.
26 января—10 февраля 1934 года делегат XVII съезда ВКП(б) с решающим голосом от Северной парторганизации.
2 января 1936 года ему было присвоено воинское звание дивизионного комиссара — специальное звание для высшего военно-политического состава Красной Армии, которое при упразднении института военных комиссаров в октябре 1942 года стало соответствовать высшему офицерскому общевойсковому званию генерал-майор.
И в январе 1936 года, когда была создана советская стратегическая бомбардировочная авиация, был назначен начальником политуправления авиационной Армии особого назначения (АОН-1), которую тогда возглавил комкор В. В. Хрипин.
В 1937 году был назначен начальником отдела руководящих партийных органов (политотдела) Управления ПВО РККА.
5 декабря 1937 года был арестован, и в предъявленном ему обвинении к его делу была приобщена выписка из протокола допроса обвиняемого корпусного комиссара И. Ф. Немерзелли (заместителя П. А. Смирнова в ЛВО) от 19 августа 1938 года.
8 мая 1939 года осуждён Военной коллегией по ст. 58-1 «б» и 58-11 УК РСФСР на срок 15 лет заключения в ИТЛ.
Досрочно освобождён в апреле 1952 года, и направлен на поселение.
Реабилитирован 25 января 1956 года.
Скончался 12 декабря 1956 года в Ленинграде.

## Награды
- Орден Красной Звезды (Постановление ЦИК СССР от 26 мая 1936 г.[7])